# Michaił Barysznikow
Michaił Nikołajewicz Barysznikow (ros. Михаил Николаевич Барышников, ur. 27 stycznia 1948 w Rydze) – amerykańsko-łotewski tancerz, reżyser, choreograf oraz aktor filmowy i teatralny, rosyjskiego pochodzenia. Od połowy lat 70. XX wieku obywatel Stanów Zjednoczonych, a od 27 kwietnia 2017 również obywatel Łotwy. Odznaczony Narodowym Medalem Sztuki.
Uważany za jednego z najwybitniejszych tancerzy baletowych XX wieku obok Wacława Niżyńskiego i Rudolfa Nuriejewa. Karierę rozpoczynał od repertuaru klasycznego, w którym zagrał większość najważniejszych ról. W 1974 roku wyemigrował do Stanów Zjednoczonych, gdzie wkrótce dzięki spotkaniu z uznaną choreografką amerykańską Twylą Tharp zaangażował się również w taniec współczesny. W charakterystyce Barysznikowa zazwyczaj podkreśla się nienaganną koordynację ruchową, opanowaną z pomocą odpowiedniej dla tancerza postury (170 cm) i mocnej muskulatury.
W 1977 roku zadebiutował jako aktor filmowy. Już pierwsza rola – w Punkcie zwrotnym Herberta Rossa – przyniosła mu nominację do Oscara i Złotego Globu. Wystąpił również w głównej roli w filmie Białe noce z 1985 roku oraz w kilku rolach drugoplanowych i w przedstawieniach teatralnych.

## Kariera tancerza i choreografa

### Początki w Związku Radzieckim

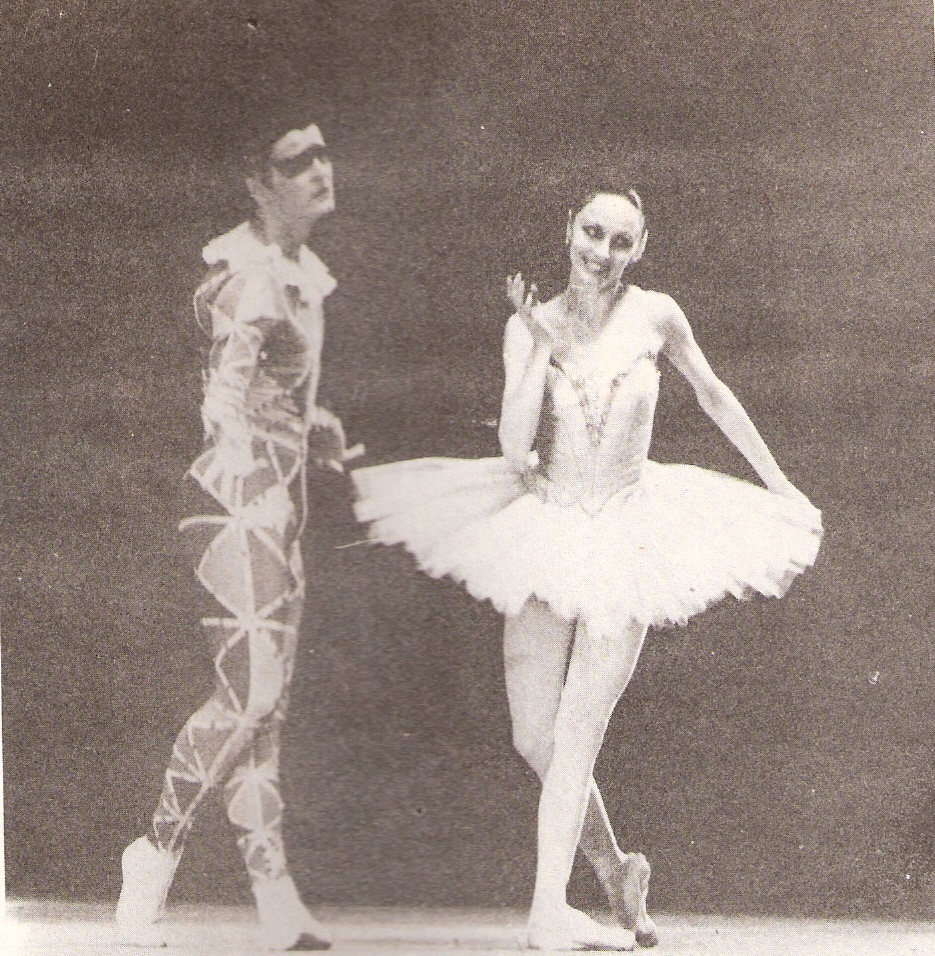
1979

Urodził się w rodzinie radzieckiego oficera i szwaczki. Kiedy miał trzynaście lat, zmarła jego matka. Niedługo potem ojciec ponownie się ożenił. Barysznikow wspominał swoje dzieciństwo jako szczęśliwe. Interesował się sportem (uprawiał piłkę nożną, gimnastykę i szermierkę), uczęszczał na lekcje francuskiego i gry na pianinie. Od dziesiątego roku życia uczył się w ryskiej Szkole Baletowej. W 1964 roku rozpoczął naukę w słynnej Leningradzkiej Szkole Choreograficznej profesor Agryppiny Waganowej (obecnie Petersburska Szkoła Choreograficzna im. A.J. Waganowej), pod kierunkiem Aleksandra Puszkina, byłego trenera Rudolfa Nuriejewa. Dwa lata później otrzymał złoty medal na Międzynarodowym Konkursie Baletowym w Warnie, a w kolejnym roku został solistą baletu w Teatrze Opery i Baletu im. Kirowa w Leningradzie (obecnie Teatr Maryjski w Sankt Petersburgu). W krótkim czasie stał się wiodącym artystą tego teatru oraz jednym z faworytów władz radzieckich. Korzystał z wielu przywilejów – pobierał wysoką pensję, miał zapewnione mieszkanie w dobrej dzielnicy oraz możliwość podróżowania po całym świecie.
Specjalnie dla niego w 1969 roku choreograf Leonid Jakobson stworzył solo Vestris, za które Barysznikow zdobył pierwsze miejsce na Międzynarodowym Konkursie Baletowym w Moskwie. W 1970 roku zagrał tytułową postać w Hamlecie Konstantina Siergiejewa, a w rok później rolę Adama w Stworzeniu świata Natalii Kasatkiny i Władimira Wasiljowa.

### Emigracja
Podczas tournée z zespołem Kirowa w Kanadzie w 1974 roku Barysznikow poprosił władze Stanów Zjednoczonych o azyl polityczny. W podjęciu decyzji pomogli mu Rudolf Nuriejew i Natalia Makarowa, którzy wcześniej także uciekli na Zachód. Po jednym z przedstawień w Toronto, artysta wymknął się tylnymi drzwiami teatru i umknął oficerom KGB. Od 1974 do 1978 roku związany był ze sceną American Ballet Theatre. W tym okresie stworzył w partiach klasycznych duet z tancerką Gelsey Kirkland. Opracował także własne wersje baletów Dziadek do orzechów (1976) i Don Quixote (1978, nagranie dla telewizji w 1983).
W 1976 roku po raz pierwszy zmierzył się z tańcem współczesnym. Wystąpił wtedy w Push Comes to Shove – balecie Twyli Tharp, uznanym przez wielu krytyków za jego popisową rolę. Później z podobnym powodzeniem współpracował m.in. z zespołami Paula Taylora, Alvina Aileya i Marthy Graham.
W 1978 roku Barysznikow wstąpił do New York City Ballet (NYCB), głównie po to, aby pracować z George’em Balanchinem. Występował m.in. w Apollu, Synu marnotrawnym i Czterech temperamentach. W wywiadzie dla „Gazety Wyborczej” (czerwiec 2001) wspomniał:
...mój udział w spektaklach Balanchine’a nie wzbogacał ich. Ale wzbogacał mnie.
Współpracując z NYCB, stworzył także role w dwóch nowych baletach Jerome’a Robbinsa: The Seasons i Opus 19.
W 1980 powrócił do American Ballet Theatre (ABT), gdzie objął posadę dyrektora artystycznego. Jego działalność na tym stanowisku spotykała się z mieszaną oceną. Wystawił m.in. Giselle (1980), Kopciuszka (1983) i Jezioro łabędzie (1988), z czego dwie ostatnie sztuki w krótkim czasie zostały zdjęte z afisza. Barysznikowa krytykowano za zbytnie odejście od żelaznych tradycji klasycznego ABT oraz za wprowadzenie do repertuaru eksperymentalnych dzieł młodych choreografów. Po dziewięciu latach pracy ustąpił ze stanowiska dyrektora.

### Projekty autorskie

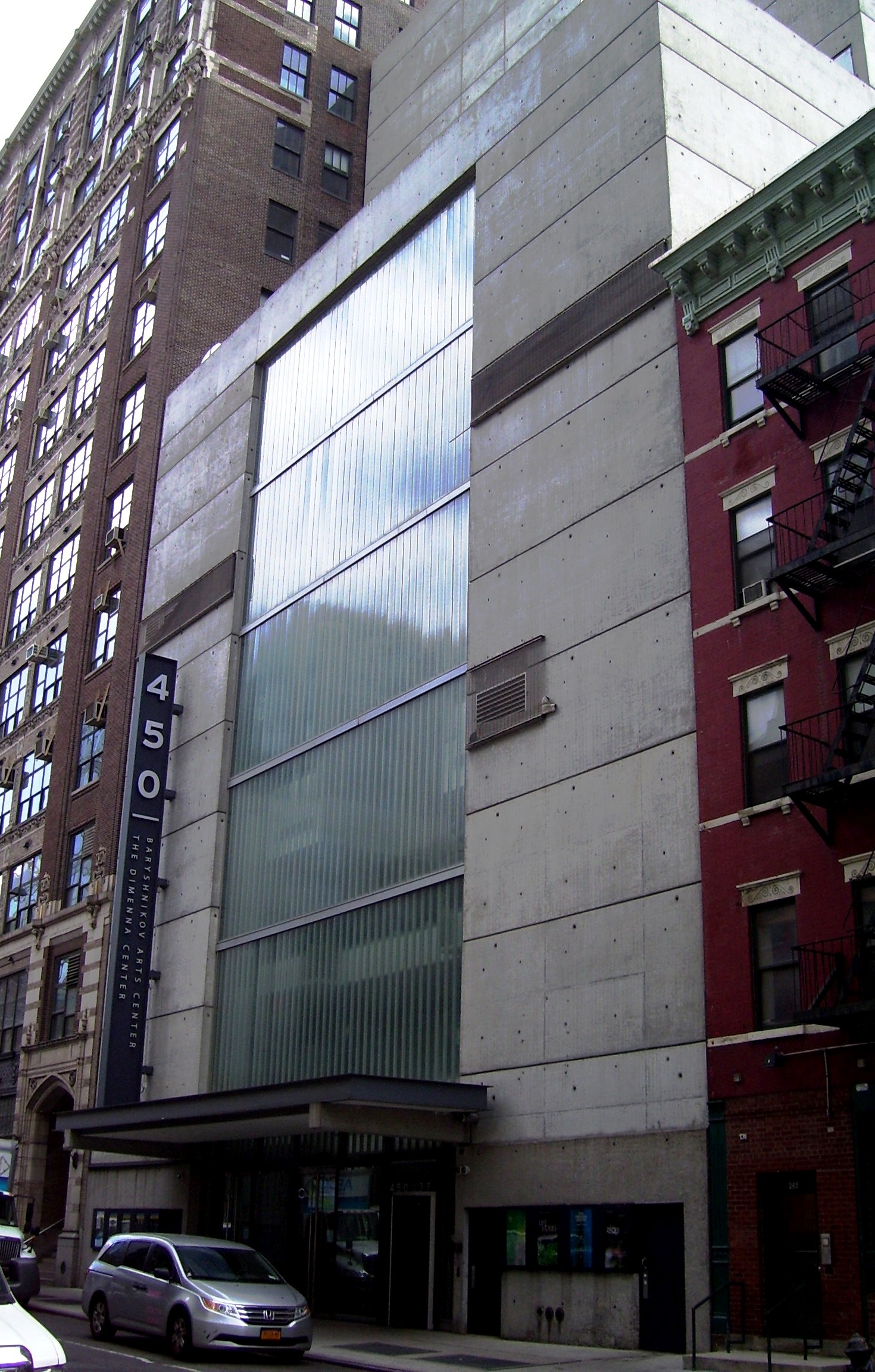
Baryshnikov Arts Center w Nowym Jorku

Rok później, w 1990 roku wspólnie z przyjacielem Markiem Morrisem, dzięki wsparciu finansowemu milionera Howarda Gilmana, założył zespół tańca współczesnego White Oak Dance Project (WODP). Dla zespołu prace tworzyli m.in. Paul Taylor, Twyla Tharp, Dana Reitz, Lar Lubovitch i Jerome Robbins. W repertuarze White Oak znalazły się także historyczne choreografie takich twórców jak Martha Graham, José Limón, Merce Cunningham czy Hanya Holm. Barysznikow zajmuje się propagowaniem tańca współczesnego, podróżuje wraz ze swoim teatrem po całym świecie, odwiedzając zarówno najważniejsze ośrodki życia kulturalnego, jak i małe miejscowości. Jednym ze słynniejszych projektów WODP było widowisko Heartbeat:mb (choreografia Sary Rudner). Barysznikow tańczył w nim w rytm własnego serca, którego bicie słyszalne było na widowni dzięki umieszczonemu na piersi artysty mikrofonowi.
Od 2001 roku artysta stoi na czele Baryshnikov Arts Center, centrum artystycznego skupionego na promowaniu sztuki eksperymentalnej i umożliwiającego profesjonalny rozwój młodym talentom w dziedzinach tańca, muzyki, teatru, filmu, designu i sztuk audiowizualnych.

## Role z repertuaru współczesnego
- 1976: Hamlet, choreografia – John Neumeier
- 1976: Pas de Duke, choreografia – Alvin Ailey
- 1978: Dama pikowa, choreografia – Roland Petit
- 1976: Other Dances, choreografia – Jerome Robbins
- 1976: Push Comes to Shove, choreografia – Twyla Tharp
- 1979: Opus 19, choreografia – Jerome Robbins
- 1980: Rapsody, choreografia – Frederick Ashton
- 1981: The Wild Boy, choreografia – Kenneth MacMillan
- 1983: The Little Ballet lub Once Upon a Time, choreografia – Twyla Tharp
- 1984: Sinatra Suit, choreografia – Twyla Tharp
- 1986: The Mollino Room, choreografia – Karole Armitage
- 1988: Drink to Me Only with Thine Eyes, choreografia – Mark Morris
- 1989: Wonderland, choreografia – Mark Morris

## Kariera aktorska
Za pierwszą rolę w filmie – w Punkcie zwrotnym Herberta Rossa w 1977 roku – został nominowany do Oscara i Złotego Globu w kategorii najlepszy aktor drugoplanowy. Na drugim planie wystąpił jeszcze m.in. w Tancerzach (1987) i Wewnętrznej sprawie CIA (1991). W Białych nocach Taylora Hackforda (1985) zagrał główną rolę. Na przełomie 2003 i 2004 roku pojawił się w dziewięciu odcinkach serialu Seks w wielkim mieście, gdzie wcielił się w postać Aleksandra Petrovsky, partnera głównej bohaterki granej przez Sarah Jessicę Parker. Jest częstym gościem wielu programów telewizyjnych. Na małym ekranie wystąpił również w licznych adaptacjach najwybitniejszych dzieł tańca klasycznego, m.in. Dziadka do orzechów (1977).
W 1989 roku zadebiutował na Broadwayu w spektaklu Przemiana w reżyserii Stevena Berkoffa na podstawie opowiadania Franza Kafki.

## Filmografia
- 1977: Punkt zwrotny jako Jurij Kopejkin
- 1985: Białe noce jako Nikołaj Rodczenko
- 1987: Tancerze jako Tony
- 1991: Gabinet doktora Ramireza jako Cezar
- 1991: Wewnętrzna sprawa CIA jako Piotr Iwanowicz Gruszenko
- 2004: Seks w wielkim mieście jako Aleksandr Petrowsky

## Biografie
- Giennadij Smakow: Baryshnikov: from Russia to the West, Nowy Jork, Farrar Straus Giroux, 1981
- Barbara Aria: Misha, The Mikhail Baryshnikov Story, Londyn, Robson Books, 1989
- Nina Alovert: Baryshnikov in Russia, Nowy Jork, Holt, Rinehart and Winston, 1984
- Michaił Barysznikow: Baryshnikov at work: Mikhail Baryshnikov Discusses His Roles, Nowy Jork, Random House, 1976